# ذلب لامع
ذلب لامع (الاسم العلمي:Sansevieria nitida) هو نوع من النباتات يتبع جنس الذلب من الفصيلة الهليونية.